# Iglesia de Santa Lucía (Santander)

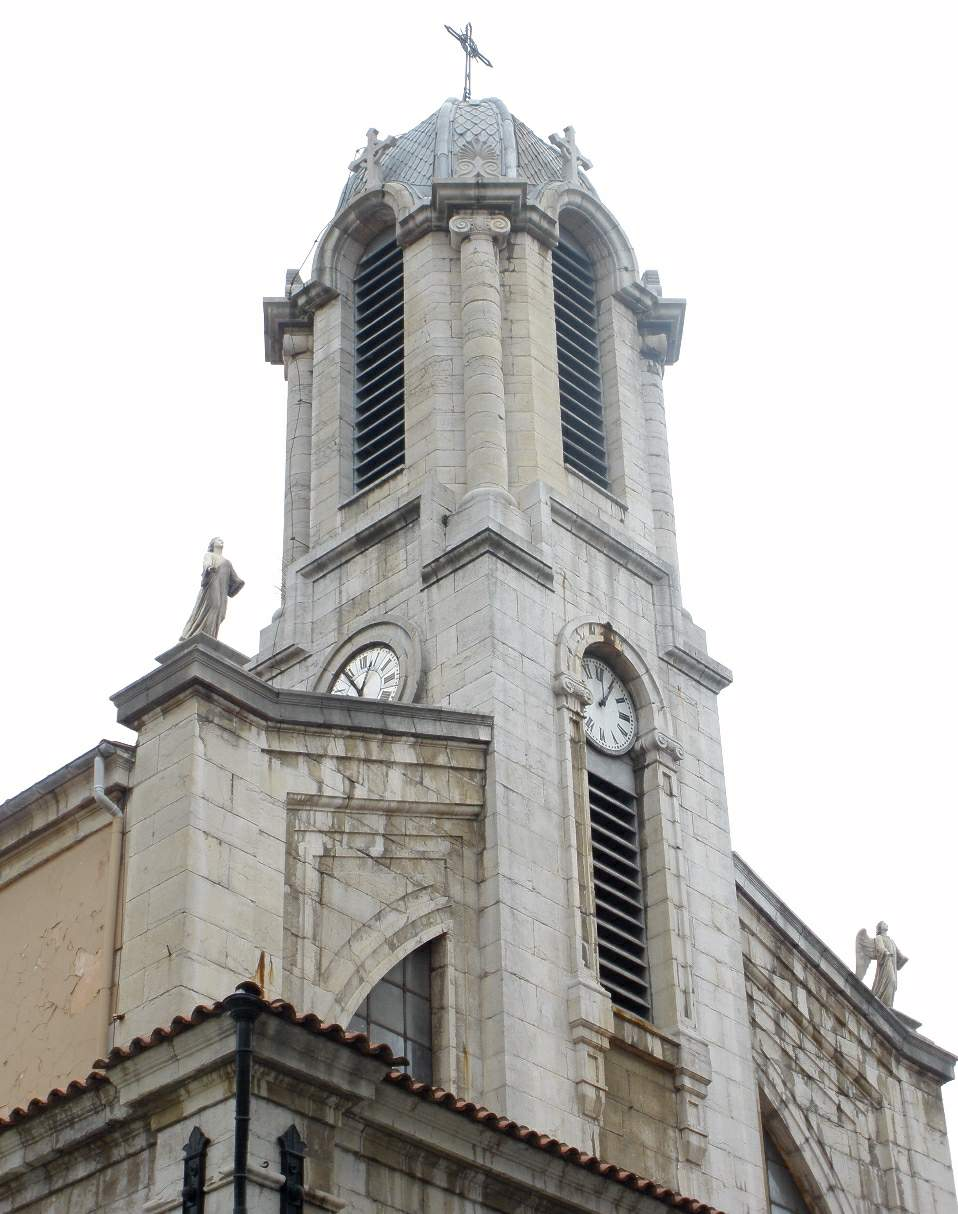
Detalle de la torre

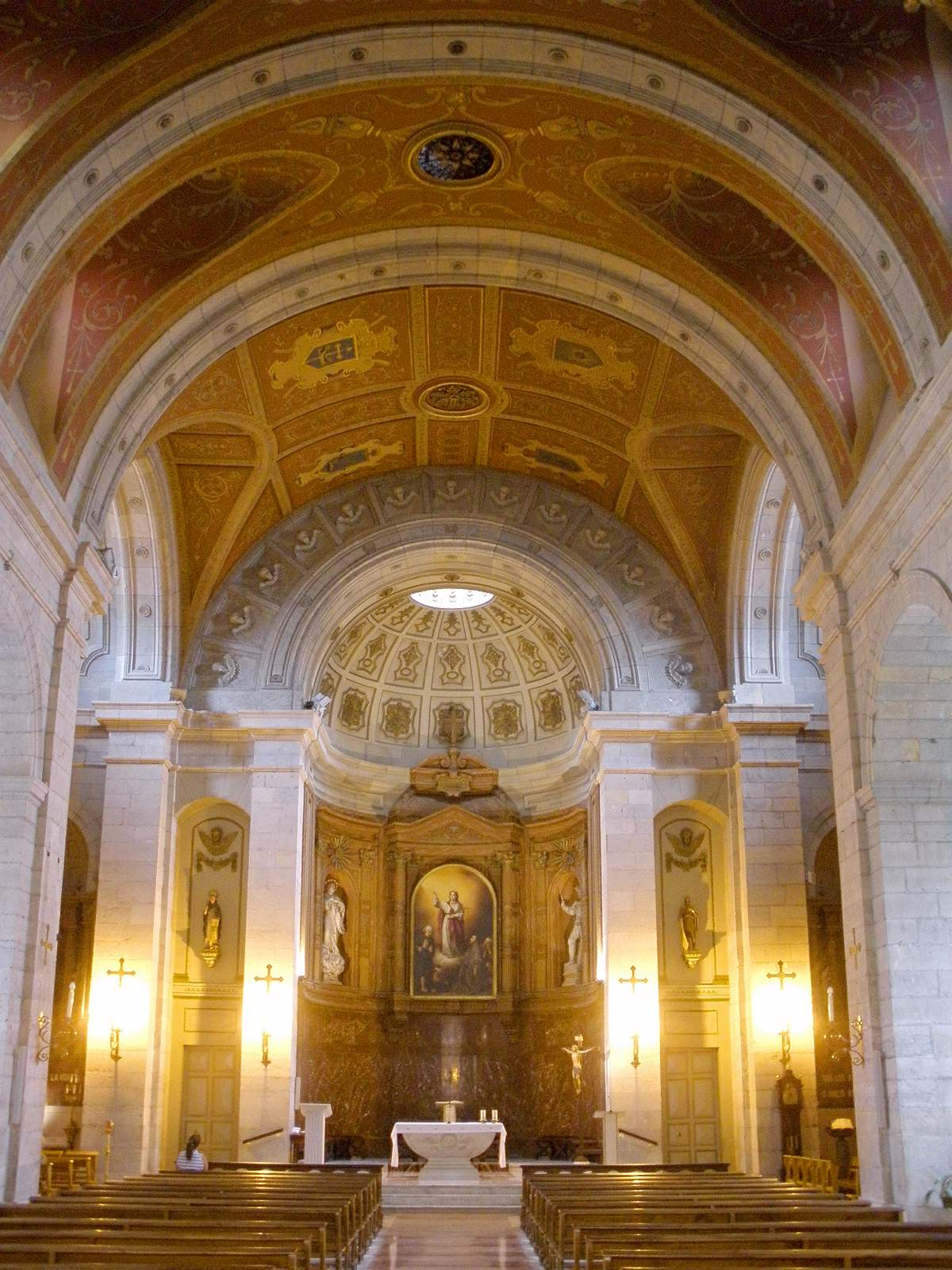
Interior

La iglesia de Santa Lucía es un templo católico de estilo ecléctico situado en la ciudad española de Santander (Cantabria). Data de la segunda mitad del siglo XIX y está declarado Bien de Interés Cultural.

## Descripción
Está emplazada entre las calles Daoíz y Velarde (al sur, por donde tiene su entrada principal) y Gómez Oreña (norte). Al oeste está la plaza homónima a esta última calle (donde hay una estatua dedicada al cardenal Herrera Oria), y al este se encuentra la de Cañadío. Son terrenos del ensanche del Este o Barrio Nuevo.
Tiene planta rectangular, una sola nave bastante ancha con capillas laterales, ábside semicircular y crucero con brazos pequeños. Posee bóvedas adornadas con grutescos y un pórtico de considerables dimensiones con columnas jónicas al que se accede mediante una escalinata. La torre tiene tres relojes y está rematada con una pequeña cruz latina. 
En la iglesia de Santa Lucía se conservan varias obras de cierto valor, como una talla gótica de finales del siglo XIII de la Virgen con el Niño; un cuadro (finales siglo del XIX) de Santa Lucía (Lucía de Siracusa), del francés Paul Ratier; un Cristo de la Agonía del escultor cántabro Daniel Alegre, y el altar mayor, realizado en mármol de Carrara por J.B. Calegari. Dispone, además, de un coro con órgano. En la capilla de Santa María hay una talla de la Virgen de las Victorias, de Bellver, y otra de Santa Lucía, de la primera mitad del siglo XX y creada por Daniel Alegre.
El edificio, que es ecléctico, refleja los gustos y conocimientos de su autor, Antonio Zabaleta, por el Renacimiento y el paleocristianismo que presenta. Por ejemplo, en el pórtico se aprecian elementos de la arquitectura de los italianos Filippo Brunelleschi y Leon Battista Alberti.

## Historia
Era necesario levantar una nueva iglesia debido al cierre de conventos que supuso la desamortización de Mendizábal de 1836. Por otra parte, Santander estaba creciendo y la población reclamaba un gran lugar de culto en esa zona de la ciudad. Las fechas de construcción (1854-1868) coinciden con los tiempos precedentes a la Revolución de 1868 (La Gloriosa), época en la que se construyeron muy pocas iglesias en el país. Por ese motivo, la de Santa Lucía es uno de los pocos ejemplos de la arquitectura religiosa de mediados del siglo XIX en España.
Está situada en el solar donde también se había proyectado la realización de una nueva catedral que nunca llegó a erigirse y donde anteriormente estuvo planeado colocar una estatua de Carlos III. La iglesia, inaugurada el 24 de junio de 1868, fue proyectada de forma gratuita por el arquitecto Antonio Zabaleta entre 1852 y 1854 (la idea de una nueva iglesia en ese lugar surgió en el año de 1850), autor, entre otros edificios santanderinos, del mercado del Este. La primera piedra se colocó el 18 de septiembre de 1854. Las obras de construcción fueron financiadas por particulares (en un primer momento, estos aportaron 91 000 reales), por el Ayuntamiento (240 000 reales) y por la reina Isabel II, con hasta tres donaciones, entre otras personas y/o instituciones. La misa inaugural fue oficiada por Simón del Campo, y los útiles litúrgicos necesarios, como el cáliz, se trajeron de la catedral. En un primer momento, la feligresía de Santa Lucía estaba formada por unas 7000 personas. El obispo de la época, José López Crespo, regaló a la parroquia un billete de lotería que, casualmente, fue premiado con 10 000 reales.
Los planos originales de Zabaleta fueron modificados durante la construcción, que no se daría por concluida al completo hasta 1889. En 1862, Manuel Gutiérrez rediseñó la torre. En el año 1872, Atilano Rodríguez se encarga de ciertas obras menores y al año siguiente se construye el coro, en donde en 1881 se instala un órgano, reemplazado en 1923 por otro realizado en París (el actual). En 1886 finalizan los trabajos de edificación de la torre y del pórtico. También hizo obras por esas fechas el arquitecto Alfredo de la Escalera.
El incendio del 41 destruyó la catedral inhabilitándola para llevar a cabo sus funciones eclesiásticas. La iglesia de Santa Lucía fue sede interina del obispado de Santander desde 1941 hasta 1953, cuando se dio por terminada la reconstrucción de la catedral.
El 15 de abril de 1987 fue declarada Bien de Interés Cultural. Durante ese año y el siguiente, el templo religioso fue reformado. Previamente, entre 1953 y 1955, se había levantado en la parte izquierda del edificio la capilla de Santa María por iniciativa de Emilio Botín Sanz de Sautuola López en homenaje a su madre, María Sanz de Sautuola, descubridora de la cueva de Altamira. Fue diseñada por Javier González de Riancho.